# Amadeo Ribó Simont
Amadeo Ribó Simont fou un polític valencià, que formà part de la comissió gestora del Front Popular que va governar l'ajuntament de Castelló de la Plana i que en fou nomenat alcalde de juny de 1937 a maig de 1938.